# Delias bosnikiana
Delias bosnikiana är en fjärilsart som beskrevs av James John Joicey och Alfred Noakes 1915. Delias bosnikiana ingår i släktet Delias och familjen vitfjärilar. Inga underarter finns listade i Catalogue of Life.